# Modelo de gerações sobrepostas
O modelo de gerações sobrepostas (OLG) é uma das estruturas dominantes de análise no estudo da dinâmica macroeconômica e crescimento econômico. Em contraste com este, no Modelo de Ramsey-Cass-Koopmans, os indivíduos vivem infinitamente, mas no modelo OLG os indivíduos vivem um período finito de tempo, o suficiente para se sobrepor a pelo menos um período da vida de outro agente.
O modelo OLG é a estrutura natural para o estudo de:
- o comportamento do ciclo de vida (investimento em capital humano, trabalho e poupança para a aposentadoria),
- as implicações da alocação de recursos entre as gerações, como seguridade social, sobre a renda per capita no longo prazo,[1]
- os determinantes do crescimento econômico no curso da história humana, e,
- os fatores que desencadearam a transição da fertilidade.

## História
A construção do modelo OLG foi inspirada na monografia de Irving Fisher, The Theory of Interest. Foi formulado pela primeira vez em 1947, no contexto de uma economia de troca pura, por Maurice Allais, e mais rigorosamente por Paul Samuelson em 1958. Em 1965, Peter Diamond incorporou no modelo uma produção neoclássica agregada. Esse modelo OLG com produção foi ampliado ainda mais com o desenvolvimento do modelo OLG de dois setores por Oded Galor, e a introdução de modelos OLG com fertilidade endógena.
Os livros dedicados ao uso do modelo OLG incluem a Macroeconomia Intertemporal de Azariadis e a Teoria do Crescimento Econômico de de la Croix e Michel.

## O modelo OLG Pure-Exchange

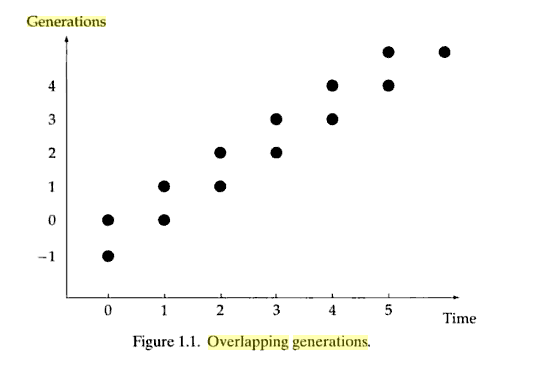
Mudanças geracionais nos modelos OLG

O modelo OLG mais básico tem as seguintes características: 
- Indivíduos vivem por dois períodos; no primeiro período da vida, eles são chamados de jovens. No segundo período da vida, eles são referidos como o Velho.
- Um certo número de indivíduos nascem em todos os períodos. {\displaystyle N_{t}^{t}} denota o número de indivíduos nascidos no período t.
- {\displaystyle N_{t}^{t-1}} denota o número de pessoas idosas no período t. Como a economia começa no período 1, no período 1 há um grupo de pessoas que já são velhas. Eles são referidos como o antigo inicial. O número deles pode ser denotado como {\displaystyle N_{0}}.
- O tamanho da geração antiga inicial é normalizado para 1:  {\displaystyle N_{0}^{0}=1}
- As pessoas não morrem cedo, então  {\displaystyle N_{t}^{t}=N_{t+1}^{t}}
- População cresce a uma taxa constante n:

{\displaystyle N_{t}^{t}=(1+n)^{t}}
- Na versão "economia de troca pura" do modelo, há apenas um bem físico e não pode perdurar por mais de um período. Cada indivíduo recebe uma dotação fixa desse bem no nascimento. Essa investidura é denotada como y .
- Na versão "economia de produção" do modelo (veja o modelo Diamond OLG abaixo), o bem físico pode ser consumido ou investido para construir capital físico. A produção é produzida a partir do capital físico e de trabalho. Cada domicílio é dotado de uma unidade de tempo inelasticamente suprida no mercado de trabalho.
- Preferências sobre fluxos de consumo são dadas por:

{\displaystyle u(c_{t}^{t},c_{t}^{t+1})=U(c_{t}^{t})+\beta U(c_{t}^{t+1}),} Onde {\displaystyle \beta } é a taxa de preferência de tempo.

## O modelo OLG com produção

### O modelo básico OLG de um setor
O modelo OLG de troca pura foi ampliado com a introdução de uma produção neoclássica agregada por Peter Diamond. Em contraste, o modelo de crescimento neoclássico Ramsey-Cass-Koopmans em que os indivíduos são infinitamente duração e a economia é caracterizada por um equilíbrio de estado estacionário original, como foi estabelecido por Oded Galor e Harl Ryder, a economia OLG pode ser caracterizado por múltiplos equilíbrios de estado estacionário, e as condições iniciais podem, portanto, afetar a evolução de longo prazo do nível de longo prazo da renda per capita.
Como as condições iniciais do modelo OLG podem afetar o crescimento econômico no longo prazo, o modelo foi útil para a exploração da hipótese de convergência.

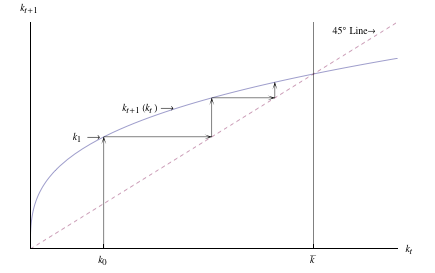
Convergência do OLG Economia para o Estado Estacionário

A economia tem as seguintes características: 
- Duas gerações estão vivas a qualquer momento, as jovens (idade 1) e as idosas (idade 2).
- O tamanho da geração jovem no período t é dado por N t = N 0 E t.
- Os agregados familiares trabalham apenas no primeiro período da sua vida e ganham Y 1 , t rendimento. Eles não ganham nenhuma renda no segundo período de sua vida (Y 2 , t + 1 = 0)
- Eles consomem parte de sua renda do primeiro período e economizam o resto para financiar seu consumo quando envelhecerem.
- No final do período t, os ativos dos jovens são a fonte do capital utilizado para a produção agregada no período t + 1. Assim, K t + 1 = N t , a 1 , t onde a 1 , t é o patrimônio por família jovem após seu consumo no período 1. Além disso, não há depreciação.
- Os antigos no período t possuem todo o estoque de capital e consomem-no inteiramente, tão despoupado pelo antigo no período t é dado por N t-1 , a 1 , t-1 = K t.
- Os mercados de trabalho e de capitais são perfeitamente competitivos e a tecnologia de produção agregada é CRS, Y = F (K, L).

### O modelo OLG de dois setores
O modelo OLG de um setor foi ampliado ainda mais com a introdução de um modelo OLG de dois setores por Oded Galor. O modelo de dois setores fornece uma estrutura de análise para o estudo dos ajustes setoriais para agregar choques e implicações do comércio internacional para a dinâmica da vantagem comparativa. Em contraste com o modelo de crescimento neoclássico de dois setores de Uzawa, o modelo OLG de dois setores pode ser caracterizado por múltiplos equilíbrios de estado estacionário, e as condições iniciais podem, portanto, afetar a posição de longo prazo de uma economia.

### O modelo OLG com fertilidade endógena
Oded Galor e seus co-autores desenvolvem modelos OLG onde o crescimento populacional é endogenamente determinado a explorar: (a) a importância do estreitamento do hiato salarial por gênero para o declínio da fertilidade, (b) a contribuição do aumento no retorno para o capital humano e o declínio da fertilidade para a transição da estagnação para o crescimento, e (c) a importância do ajuste da população ao progresso tecnológico para o surgimento da armadilha malthusiana.

## Ineficiência Dinâmica
Um aspecto importante do modelo OLG é que o equilíbrio do estado estacionário não precisa ser eficiente, em contraste com os modelos de equilíbrio geral, em que o Primeiro Teorema do Bem-Estar garante a eficiência de Pareto. Como há um número infinito de agentes na economia (somados no tempo futuro), o valor total dos recursos é infinito, portanto, as melhorias de Pareto podem ser feitas transferindo recursos de cada geração jovem para a geração atual. Nem todo equilíbrio é ineficiente; a eficiência de um equilíbrio está fortemente ligada à taxa de juros e o critério Cass oferece condições necessárias e suficientes para quando uma alocação de equilíbrio competitivo OLG é ineficiente.
Outro atributo dos modelos do tipo OLG é que é possível que a "poupança excessiva" possa ocorrer quando a acumulação de capital é adicionada ao modelo - uma situação que poderia ser melhorada por um planejador social ao forçar as famílias a gastar seus estoques de capital. No entanto, certas restrições sobre a tecnologia subjacente de produção e os gostos dos consumidores podem garantir que o nível de poupança em estado estacionário corresponda à taxa de poupança da Regra de Ouro do modelo de crescimento de Solow, garantindo assim a eficiência intertemporal. Na mesma linha, a maioria das pesquisas empíricas sobre o assunto observou que o excesso de poupança não parece ser um grande problema no mundo real.  
Na versão de Diamond do modelo, os indivíduos tendem a economizar mais do que é socialmente ideal, levando à ineficiência dinâmica. Trabalhos subsequentes investigaram se a ineficiência dinâmica é uma característica em algumas economias e se programas governamentais para transferir riqueza de jovens para pobres reduzem a ineficiência dinâmica.  
Outra contribuição fundamental dos modelos OLG é que eles justificam a existência de dinheiro como meio de troca. Um sistema de expectativas existe como um equilíbrio no qual cada nova geração jovem aceita dinheiro da antiga geração anterior em troca de consumo. Eles fazem isso porque esperam poder usar esse dinheiro para comprar o consumo quando são da velha geração.

## Leitura complementar
- Acemoğlu, Daron. «Growth with Overlapping Generations». Introduction to Modern Economic Growth. [S.l.: s.n.] ISBN 978-0-691-13292-1  Acemoğlu, Daron. «Growth with Overlapping Generations». Introduction to Modern Economic Growth. [S.l.: s.n.] ISBN 978-0-691-13292-1  Acemoğlu, Daron. «Growth with Overlapping Generations». Introduction to Modern Economic Growth. [S.l.: s.n.] ISBN 978-0-691-13292-1
- Barro, Robert J.; Sala-i-Martin, Xavier. «Appendix: Overlapping-Generations Models». Economic Growth. [S.l.: s.n.] ISBN 978-0-262-02553-9  Barro, Robert J.; Sala-i-Martin, Xavier. «Appendix: Overlapping-Generations Models». Economic Growth. [S.l.: s.n.] ISBN 978-0-262-02553-9  Barro, Robert J.; Sala-i-Martin, Xavier. «Appendix: Overlapping-Generations Models». Economic Growth. [S.l.: s.n.] ISBN 978-0-262-02553-9
- Blanchard, Olivier Jean; Fischer, Stanley. «The Overlapping Generations Model». Lectures on Macroeconomics. [S.l.: s.n.] ISBN 978-0-262-02283-5  Blanchard, Olivier Jean; Fischer, Stanley. «The Overlapping Generations Model». Lectures on Macroeconomics. [S.l.: s.n.] ISBN 978-0-262-02283-5  Blanchard, Olivier Jean; Fischer, Stanley. «The Overlapping Generations Model». Lectures on Macroeconomics. [S.l.: s.n.] ISBN 978-0-262-02283-5
- Romer, David. «Infinite-Horizon and Overlapping-Generations Models». Advanced Macroeconomics. [S.l.: s.n.] ISBN 978-0-07-287730-4  Romer, David. «Infinite-Horizon and Overlapping-Generations Models». Advanced Macroeconomics. [S.l.: s.n.] ISBN 978-0-07-287730-4  Romer, David. «Infinite-Horizon and Overlapping-Generations Models». Advanced Macroeconomics. [S.l.: s.n.] ISBN 978-0-07-287730-4
- «Overlapping Generations: The First Jubilee». Journal of Economic Perspectives. 22. doi:10.1257/jep.22.4.115
- Azariadis, Costas (1993), "Macroeconomia Intertemporal", Wiley-Blackwell, ISBN 978-1-55786-366-9.
- de la Croix, David ; Michel, Philippe (2002), "Uma Teoria do Crescimento Econômico - Dinâmica e Política em Sobreposição de Gerações", Cambridge University Press, ISBN 9780521001151.